# Bastián San Juan
Bastián Eladio San Juan Martínez (* 27. April 1994 in Santiago) ist ein chilenischer Fußballspieler. Der Innenverteidiger gewann eine chilenische Meisterschaft.

## Karriere
Bastián San Juan debütierte im September 2012 beim CD O’Higgins in der Profimannschaft und wurde in der Apertura 2013/14 chilenischer Meister. Dabei bestritt er zwei Spiele. Er stand bis 2021 beim Team aus Rancagua unter Vertrag, verbrachte er seine letzten Jahre auf Leihbasis bei Everton de Viña del Mar. Nach Stationen beim CD Magallanes und beim CD Cobreloa, mit dem er 2023 die Meisterschaft der Primera B gewann, wechselte er 2024 zu den Rangers de Talca, für die er in der U15-Juniorenmannschaft bereits schon gespielt hatte.

## Erfolge
O’Higgins
- Chilenischer Meister: 2013/14-A
- Chilenischer Supercup-Sieger: 2014

Cobreloa
- Chilenischer Zweitligameister: 2023